# شهرستان زاپاتا (تگزاس)
زاپاتا یکی از شهرستان‌های ایالت تگزاس می‌باشد.
این شهرستان در جنوب این ایالت است.
جمعیت این شهرستان در سال ۲۰۱۰ میلادی معادل ۱۴۰۱۸ نفر بود.